# بوراکومین

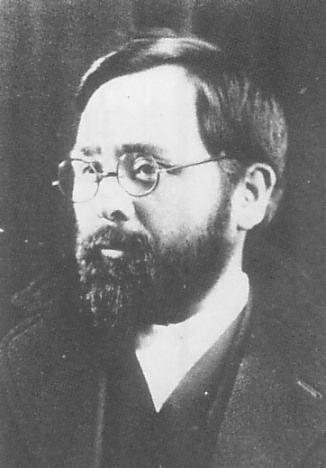
جیچیرو ماتسوموتو (۱۸۸۷-۱۹۶۶)، یک سیاستمدار و از رهبران شناخته‌شدهٔ اتحاد نجات بوراکو بود که در خانواده‌ای بوراکومین در استان فوکوئوکا زاده شد. او را به عنوان پدر «آزادسازی بوراکو» می‌شناسند.

بوراکومین (به ژاپنی: 部落民)، گروهی از مردمان مطرود و رانده‌شده در کشور ژاپن هستند که در پایین‌ترین طبقات اجتماعی ژاپن قرار می‌گیرند و در طول تاریخ همیشه مورد تبعیض قرار گرفته‌اند. این افراد معمولاً از گروه‌هایی هستند که در دورهٔ فئودالی ژاپن مورد غضب قرار گرفته و از جامعه طرد شده‌اند و در طول تاریخ به مشاغلی که پست شمرده می‌شوند مشغول بوده‌اند. (همچون جلاد، مسئول کفن و دفن مردگان، کارگران کشتارگاه، قصابی و دباغی) این افراد در محلات مجزا و فقیرنشین زندگی می‌کنند.

## ریشه واژه
واژه بوراکو (部落) به معنی گروه‌های حاشیه‌نشین کوچک است. در مناطقی از ژاپن که امروزه این مردمان مطرود شده در آنها وجود ندارد از واژه بوراکو برای نامیدن روستاها استفاده می‌شود و لزوماً کلمهٔ تحقیرآمیزی نیست. 
| روماجی          | کانجی      | معنی                    | توضیحات                                                                                      |
| --------------- | ---------- | ----------------------- | -------------------------------------------------------------------------------------------- |
| هیسابتسو بوراکو | 被差別部落 | مردمان مطرود/مورد تبعیض | اصطلاحی سیاسی که برای نامیدن این گروه‌ها به کار می‌رود.                                        |
| بوراکومین       | 部落民     | مردمان گتو/دهکده        | برای نامیدن مردمان دهکده یا مردمان مطرودشده به کار می‌رود.                                    |
| میکایهو-بوراکو  | 未解放部落 | جوامع بدون آزادی        | گروه‌های حقوق بشر گاهی از این عبارت برای نامیدن آنها استفاده می‌کنند که تا حدی بار سیاسی دارد. |
| توکوشو بوراکو   | 特殊部落   | دهکده‌های ویژه           | در اوایل سدهٔ بیستم میلادی از آن استفاده می‌شد اما امروزه بکارگیری آن نامناسب است.             |